# Rare Diamonds
Rare Diamonds es un álbum recopilatorio que contiene canciones de la banda de heavy metal Warlock, y de los dos primeros discos como solista de la cantante Doro. Fue lanzado en formato LP en 1991, al igual que una versión para VHS.

## Lista de canciones

### Álbum
1. "All We Are" - 03:19 - Triumph and Agony (1987) Warlock
2. "Unholy Love" - 04:42 - Doro (1990)
3. "Fur Immer" - 04:12 - Triumph and Agony (1987) Warlock
4. "True as Steel" - 03:20 - True as Steel (1986) Warlock
5. "Beyond the Trees" - 02:27 - Force Majeure (1989)
6. "East Meets West (live, Marquee, N.Y.City)" - 03:40
7. "Rare Diamond (live, Lamour, New York)" - 03:30
8. "You Hurt My Soul" - 05:40 - You Hurt My Soul "Maxi" (1985) Warlock
9. "Hellbound" - 03:40 - Hellbound (1985) Warlock
10. "Burning the Witches" - 04:24 - Burning the Witches (1984) Warlock
11. "Out of Control" - 04:49 - Hellbound (1985) Warlock
12. "A Whiter Shade of Pale" - 03:56 - Force Majeure (1989)
13. "Without You" - 05:35 - Burning the Witches (1984) Warlock
14. "Love Song" - 03:45 - True as Steel (1986) Warlock

### VHS
1. "Rare Diamond" – 3:23[2]
2. "Unholy Love" – 2:39
3. "A Whiter Shade of Pale" – 2:56
4. "Hard Times" – 3:25
5. "Für Immer" – 4:52
6. "All We Are" – 3:19
7. "Fight for Rock" – 3:28